# Perfume Countdown Live 2023→2024 "COD3 OF P3RFUM3" ZOZ5
『Perfume Countdown Live 2023→2024 "COD3 OF P3RFUM3" ZOZ5』（パフューム・カウントダウン・ライブ 2023→2024 コード・オブ・パフューム 2025）は、日本のテクノポップユニット、Perfumeの19作目のライブ・ビデオである。

## パッケージ
Blu-rayの初回限定盤と通常盤、DVDの初回限定盤と通常盤の全4種でリリースされた。

## 収録トラック
12月に神奈川・ぴあアリーナMMで開催したカウントダウンライブ「Perfume Countdown Live 2023→2024 "COD3 OF P3RFUM3" ZOZ5」の模様を収録。初回限定盤には52ページにわたるフォトブックレットと特典ディスクが付属する。特典ディスクの収録内容は後日発表予定。

### DISC 1
1. FLASH
2. エレクトロ・ワールド
3. レーザービーム
4. ポリリズム
5. ∞ループ
6. Spinning World
7. アンドロイド＆
8. FUSION
9. edge (⊿-mix)
10. CODE OF PERFUME
11. Moon
12. ラヴ・クラウド
13. すみっコディスコ
14. 「P.T.A.」のコーナー
15. Spring of Life
16. FAKE IT
17. チョコレイト・ディスコ
18. MY COLOR

### 特典Disc
1. ドタバタ年越しドキュメント 23-24
2. ロンドン単独公演のライブ映像及びビハインド映像